# 鶴見彩
鶴見 彩（つるみ あや、1992年5月23日 - ）は、日本の女子バスケットボール選手である。ニックネームはアヤ。

## 来歴
埼玉県出身。
埼玉栄中学校で全中準優勝。
埼玉栄高校ではインターハイ・ウィンターカップ出場。
白鷗大進学後もインカレ準優勝。
2015年、日立ハイテクに加入。同年のユニバーシアード日本代表にも選ばれ、4位入賞。
2023年退団。

## 経歴
- 埼玉栄高 - 白鷗大 - 日立ハイテク（2015年〜2023年）